# Klungkung (regentschap)
Klungkung (oude spelling: Kloengkoeng) is het kleinste regentschap (kabupaten) van Bali in Indonesië. Het heeft een oppervlakte van 315 km² en 169.906 (2004) inwoners. De hoofdstad is Semarapura.
Het is onderverdeeld in vier subdistricten (kecamatan): Banjarankan, Dawan, Klunkung en Nusa Penida.
In Semarapura is het voormalige Klungkung-paleis, van waaruit de laatste vorst van het koninkrijk Bali en zijn opvolgers, de dewa agung, het vorstendom Klungkung regeerden. Ten zuiden van Semarapura ligt Gelgel, het vroegere paleis van de koning van Bali.